# Inguł
Inguł (ukr. Інгул Inhuł) – rzeka na Ukrainie, lewy dopływ Bohu.
Płynie przez obwód kirowogradzki i mikołajowski. Długość rzeki 354 km, powierzchnia dorzecza – 9890 km².